# 유형기
유형기(柳瀅基, 일본식 이름: 柳川瀅基, 1897년 11월 17일 ~ 1989년 6월 28일)는 한국의 감리교 목사이다.

## 생애
평안북도 영변에서 출생했다. 배재학당을 거쳐서 평양의 숭실학교를 졸업하고, 일본에 유학하여 아오아마학원에서 수학했다. 다시 미국으로 유학을 떠나 1923년 오하이오 웨슬리안 대학교 문학부를 졸업하였고, 1926년과 1927년에는 보스턴 대학교 대학원과 하버드 대학교 대학원을 각각 졸업했다.
미국 유학 중 이화학당 출신의 유명한 신여성으로 유관순의 스승이기도 했던 신준려와 만나 결혼했다. 1927년에 귀국하여 감리교총리원 교육국 청년부 간사에 취임했다. 1933년 교육국 총무가 된 뒤 주로 종교교육 사업에 매진했다. 교단의 커리큘럼과 교재 준비 및 제공, 프로그램 작성 등이 주업무였다. 1934년 선교 50주년을 기념하여 《단권 성경주석》을 출판하는 등 출판 및 성서 연구에도 많은 공헌을 했다.
일제강점기 말기에 감리교단이 정춘수를 필두로 전쟁 수행에 적극 협조했을 때 가담한 행적이 있다. 1939년 도쿄에서 조선과 일본의 감리교단 통합을 논의하는 회의가 개최되었을 때 정춘수, 신흥우, 양주삼, 김영섭 등과 함께 전권위원으로 참석 했고, 시국대응전선사상보국연맹, 조선기독교연합회와 같은 단체에도 참여했다. 1940년 역시 정춘수가 이사장이 되어 결성한 국민정신총동원기독교조선감리회연맹과 국민총력기독교조선감리회연맹에서는 간부를 맡았다.
광복 후 미군정 하에서 조선인쇄주식회사 관리책임을 맡아 운영하면서 출판사업에 전심했다. 이때 출판한 《신생영한사전》은 베스트셀러가 되기도 했다. 1948년에는 재건된 감리교신학대학교 제9대 교장에 취임해 1953년까지 재직했다.
1950년 한국 전쟁 직후 기독교대한감리회 총리원 운영위원장을 거쳐, 1951년 피난지에서 감리교회 수장인 감독으로 피선되어 7년간 재직했다. 유형기가 감독직에 재임하는 동안 반대파가 김응태를 중심으로 '호헌파'를 형성해 분열하는 일도 있었다. 1958년 은퇴한 뒤 미국으로 건너가 생활했다.

## 사후
사망하기 직전까지 성경과 기독교 서적 출판에 힘써, 그의 생애는 "좋은 책을 저술하고 출판시키기 위한 삶"이었다는 평가가 있다.
2008년 발표된 민족문제연구소의 친일인명사전 수록예정자 명단 중 개신교 부문에 선정되었으나 보류되었다.

## 같이 보기
- 감리교신학대학교

## 참고자료
- “류형기(柳瀅基)”. 한국감리교인물사전. 2008년 4월 5일에 확인함.[깨진 링크(과거 내용 찾기)]